# Ivo Lola Ribar
Ivan Ribar (23 de abril de 1916 - 27 de noviembre de 1943), conocido como Ivo Lola o Ivo Lolo, fue un político comunista yugoslavo y líder militar de ascendencia croata. En la década de 1930, se convirtió en uno de los colaboradores más cercanos de Josip Broz Tito, líder del Partido Comunista de Yugoslavia. En 1936, Ribar se convirtió en secretario del Comité Central de SKOJ (Liga de Jóvenes Comunistas de Yugoslavia). Durante la Segunda Guerra Mundial en Yugoslavia, Ribar fue uno de los principales líderes de los partisanos yugoslavos y fue miembro del Cuartel General Supremo Partisano. Durante la guerra, fundó y dirigió varias revistas juveniles de izquierda. En 1942, Ribar fue uno de los fundadores de la Liga Unificada de Juventud Antifascista de Yugoslavia (USAOJ). Murió al ser alcanzado por una bomba alemana en 1943 cerca de Glamoč mientras abordaba un avión con destino a El Cairo, donde se iba a convertir en el primer representante de la Yugoslavia comunista en el Comando de Oriente Medio.
En 1944, Ribar recibió el título de Héroe del Pueblo de Yugoslavia. Lola era el mayor de dos hijos de Ivan Ribar, el primer presidente de Yugoslavia. Su hermano fue otro héroe del pueblo, Jurica Ribar. Está enterrado en la «Tumba de los héroes nacionales» en el Kalemegdan, junto a Moša Pijade, Đuro Đaković e Ivan Milutinović.